# Astronia smilacifolia
Astronia smilacifolia är en tvåhjärtbladig växtart som beskrevs av José Jéronimo Triana och Charles Baron Clarke. Astronia smilacifolia ingår i släktet Astronia och familjen Melastomataceae. Inga underarter finns listade i Catalogue of Life.